# Putlitz
Putlitz (pol. hist. Podleszcze) – miasto w Niemczech w kraju związkowym Brandenburgia, w powiecie Prignitz, siedziba urzędu Putlitz-Berge.

## Geografia
Putlitz leży ok. 15 km na północ od Pritzwalku, na trasie drogi krajowej B321.

## Zabytki i osobliwości
- kościół św. Mikołaja z 1894 (neogotyk),
- ruiny zamku z zachowaną wieżą (przełom XIV i XV wieku),
- pałac,
- szachulcowy ratusz[3],
- Muzeum Kolei przy dworcu.

## Dzielnice
- Laaske
- Lockstädt
- Lütkendorf
- Mansfeld
- Nettelbeck
- Porep
- Putlitz
- Sagast
- Telschow-Weitgendorf

## Osoby urodzone w Putlitz
- Gottfried Benn - lekarz, pisarz

## Współpraca
- Kaltenkirchen, Szlezwik-Holsztyn

## Przypisy

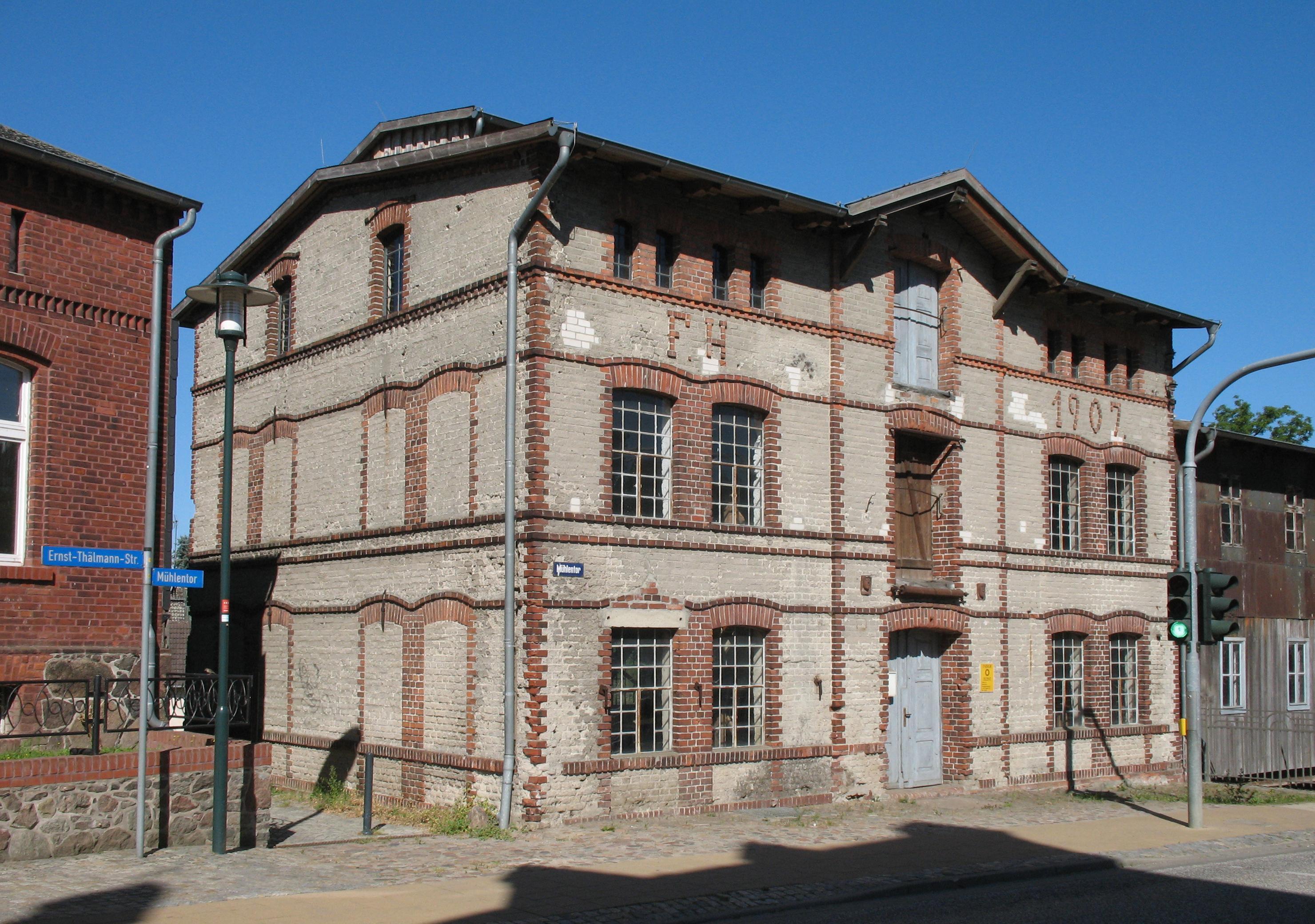
Młyn wodny
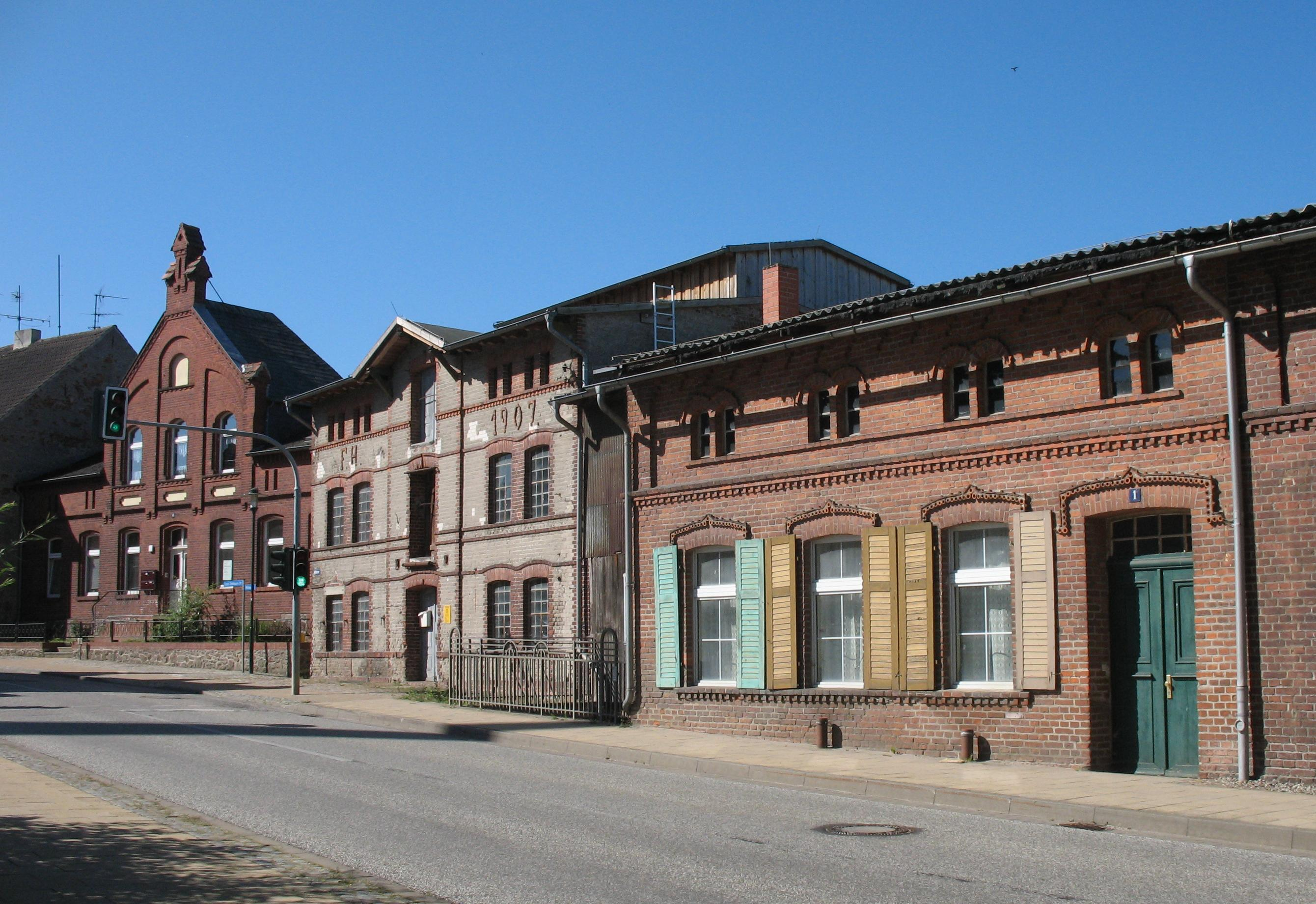
Młyn wodny
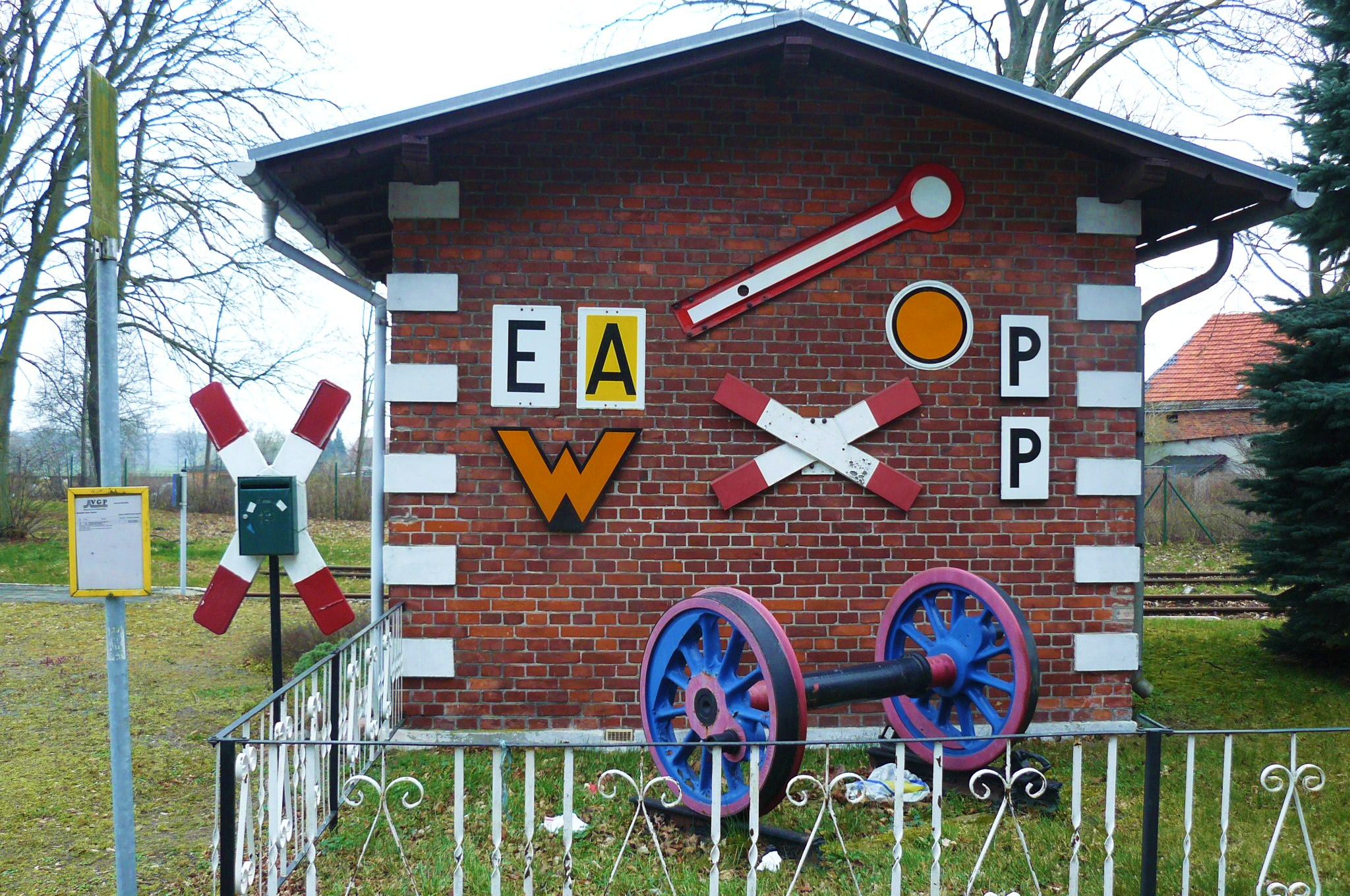
Muzeum Kolei
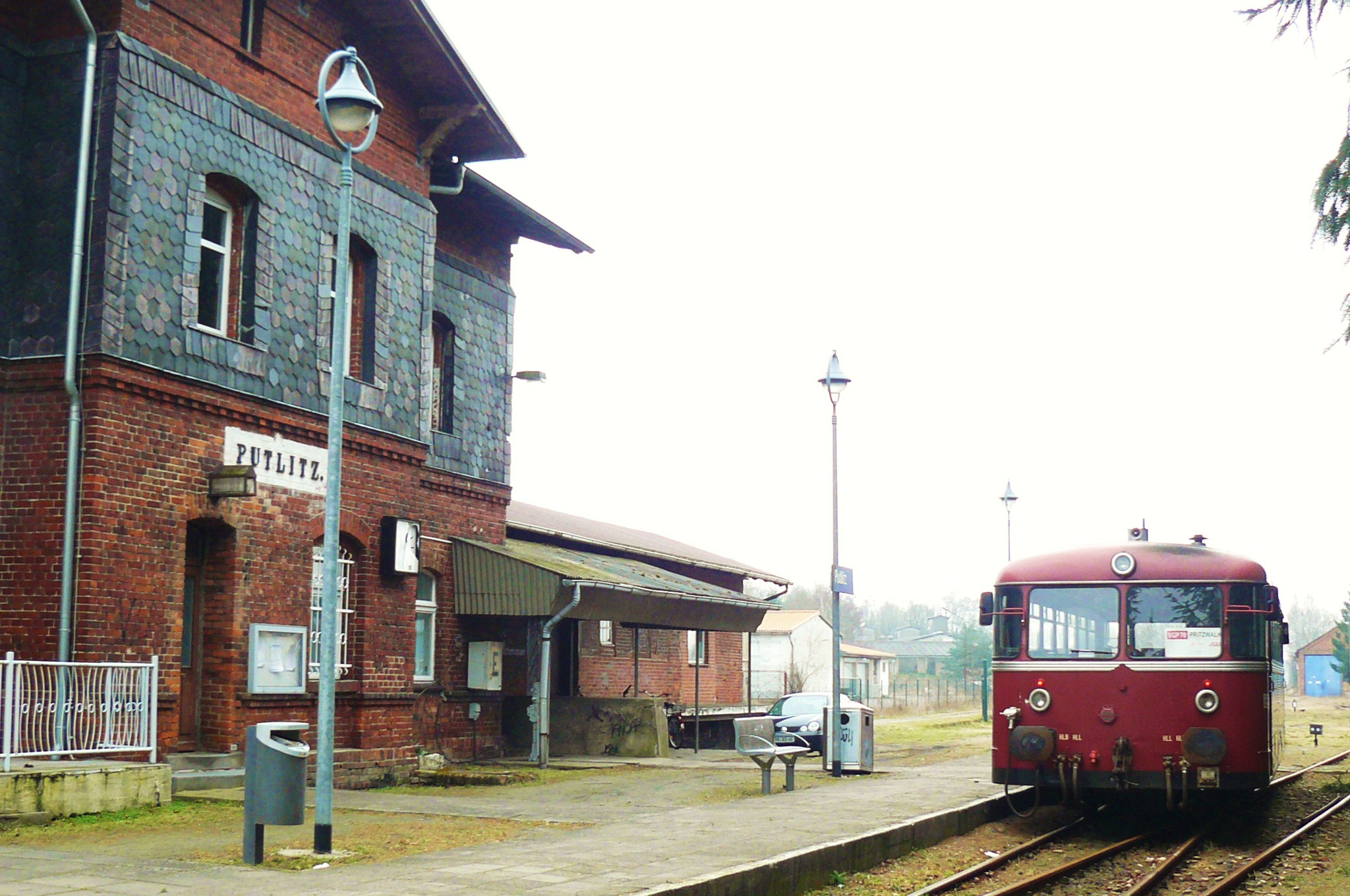
Dworzec kolejowy
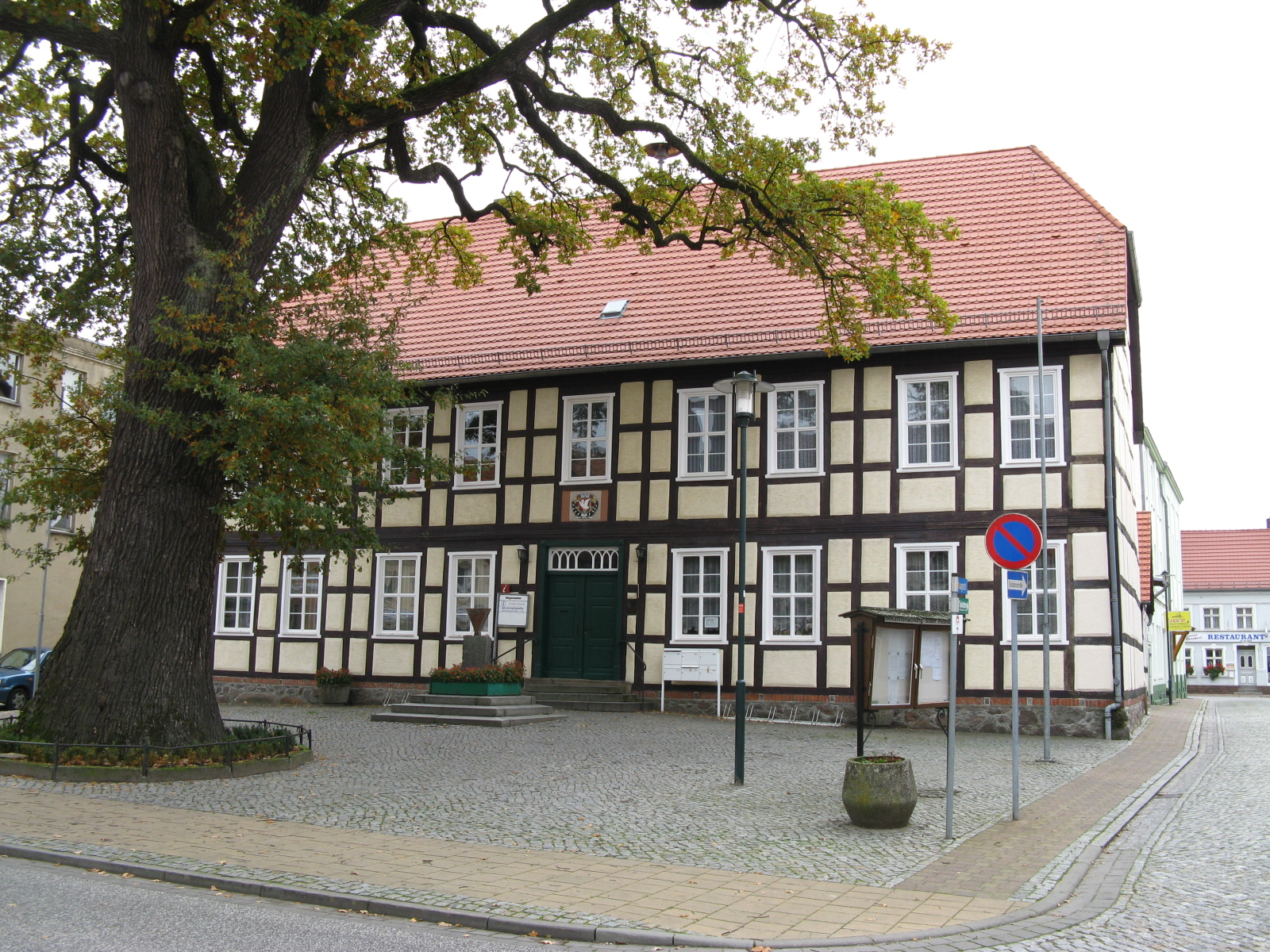
Szachulcowy ratusz